# 마쓰오하치만타이역
마쓰오하치만타이역(일본어: 松尾八幡平駅)은 일본 이와테현 하치만타이시에 위치한 동일본 여객철도 하나와 선의 철도역이다. 상대식 승강장 2면 2선의 구조를 갖춘 지상역이다.

## 타는 곳
| 1 | ■ 하나와 선 | 상행 | 고마 · 모리오카 방면       |
| 2 | ■ 하나와 선 | 하행 | 가즈노하나와 · 오다테 방면 |

## 역 주변
- 도호쿠 자동차도 마쓰오하치만타이 나들목

## 역사
- 1926년 11월 10일 : 국철의 이와테마쓰오역으로서 이와테 군 마쓰오 촌에 개업.
- 1969년 11월 1일 : 화물 취급 폐지.
- 1987년 4월 1일 : 일본국유철도 분할 민영화에 의해, 동일본 여객철도가 승계.
- 1988년 3월 13일 : 마쓰오하치만타이역으로 개칭.
- 1999년 12월 4일 : CTC화에 의해 무인화. 마쓰오하치만타이 역장이 폐지되어, 오부케 역장 관리하에 함.

## 인접 역
| 동일본 여객철도 하나와 선 | 동일본 여객철도 하나와 선 | 동일본 여객철도 하나와 선 |
| ------------------------- | ------------------------- | ------------------------- |
| 기타모리 고마 방면        | ■ 하나와 선               | 앗피코겐 오다테 방면      |